# (4405) Otava
(4405) Otava ist ein Hauptgürtelasteroid, der am 21. August 1987 von Zdeňka Vávrová vom Kleť-Observatorium aus entdeckt wurde.
Der Asteroid wurde nach dem tschechischen Fluss Otava benannt.